# Байт-эль-Факих

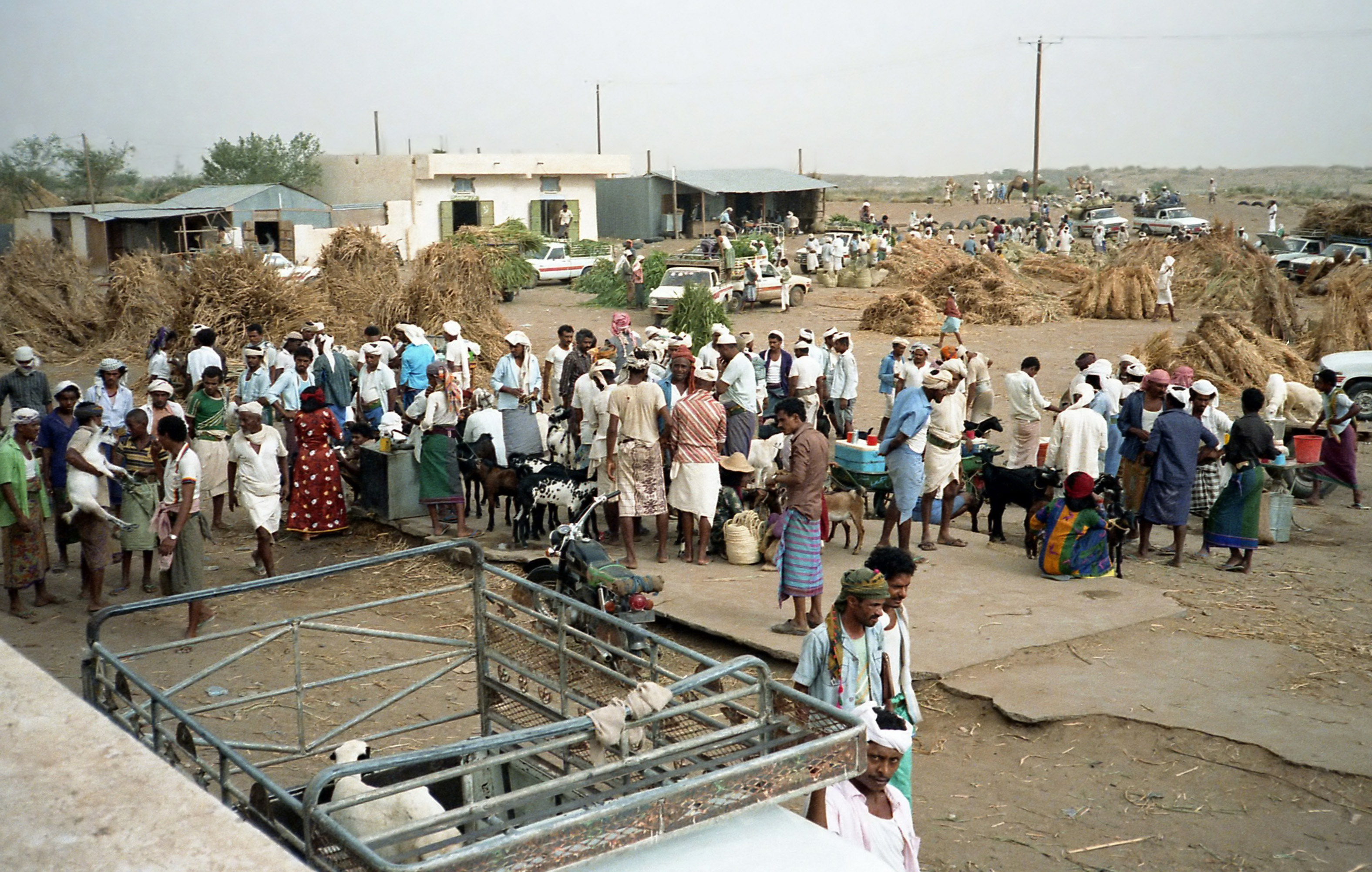
Рынок в Байт-эль Факихе

Байт-эль-Факих, или Бейт-эль-Факих(араб. بیت الفقیه‎) — город на западе Йемена, на территории мухафазы Ходейда.

## История
Основание города датируется началом XVIII века. Байт-эль-Факих являлся центром торговли кофе, который караванами вывозился в порты Ходейда и Моха.

## Географическое положение
Город находится в центральной части мухафазы, в южной части пустыни Тихама, на высоте 122 метров над уровнем моря.
Байт-эль-Факих расположен на расстоянии приблизительно 45 километров к юго-востоку от Ходейды, административного центра мухафазы и на расстоянии 125 километров к юго-западу от Саны, столицы страны.

## Население
По данным переписи 2004 года численность населения Байт-эль-Факиха составляла 39 445 человек.
Динамика численности населения города по годам:
| 1975   | 2004   |
| ------ | ------ |
| 13 300 | 39 445 |

## Экономика
В прошлом экономика города базировалась на торговле кофе. В наши дни основными занятиями населения являются ткачество и производство ювелирных изделий. В окрестностях города возделывают табак, хлопок, жасмин самбак, зерновые культуры и кунжут.